# Antidopingový výbor České republiky
Antidopingový výbor ČR (ADV ČR) je nejvyšší orgán a výhradní odborné pracoviště s celostátní působností zabezpečující antidopingový program ČR. Vznikl v roce 1999 jako státní příspěvková organizace a od 1. ledna 2020 je jeho zřizovatelem Národní sportovní agentura.